# Tia Norfleet
Statistiques en NASCAR Cup Series
Dernière mise à jour : 2 juin 2018 
Shauntia Latrice "Tia" Norfleet, née le 1er mai 1986 à Suffolk en Virginie (États-Unis), est une pilote automobile afro-américaine évoluant en NASCAR. 
Elle est la fille de l'ancien pilote Bobby Merit "Buzzer-Beater" Norfleet (en). Elle pilote la Chevrolet no 34 d'une marque de sécurité « Impact Mastercraft Safety ». Elle fut la première femme pilote afro-américaine à acquérir une licence NASCAR.
N'ayant participé qu'à un nombre limité de courses de Late Model, sa carrière a fait l'objet de controverse.

## Biographie
Née à Suffolk dans l'état de Virginie en 1986, l'intérêt de Norfleet pour les courses automobiles débute à l'âge de 7 ans lorsque son père, Bobby Norfleet (en) pilote en NASCAR, double la puissance d'une batterie d'une voiture Hot Wheels Barbie pour augmenter sa vitesse. Sa carrière en course débute à 14 ans lorsqu'elle commence à participer à des courses de karting. Elle poursuit en participant à des compétitions de dragsters au niveau local ou régional.
En 2000, elle change de catégorie et participe aux courses de Bandolero (en). Par la suite, elle va conduire une voiture stock-car type Late Model sur des circuits courts lors de la saison 2004. Elle devient alors la première pilote féminine afro-américaine à acquérir une licence dans la catégorie NASCAR Late Model Series,.
En 2004, Norfleet participe aux compétitions locales de Late Model sur des circuits situés dans les environs d'Augusta, proches de chez elle,. Elle envisage alors de commencer à participer aux compétitions nationales de NASCAR à l'été 2012 et lance une opération locale en vue de réunir des moyens financier pour y arriver,. Cependant, en 2012, elle ne participera à aucune compétition majeure.

## Controverse
En mars 2013, un article du New York Times fait mention de nombreuses incohérences dans les efforts d'auto-promotion de Norfleet. Ils remarquent qu'elle n'avait seulement participé qu'à une seule course de petit niveau où elle n'avait roulé qu'un seul tour avant de rejoindre son stand et d'arrêter la course. De plus, elle possédait un dossier judiciaire avec plusieurs infractions criminelles et selon ce casier, était âgée de 26 ans et non 24 comme elle l'avait déclaré. De plus, la licence NASCAR qu'elle avait reçue et qu'elle prétendait être la première afro-africaine à qui cette licence avait été délivrée, était en fait une licence que n'importe quel pilote ou civil pouvait acheter sans problème.
Suggérant qu'elle tentait de faire bouger les choses dans son sport, le vice-président de la NASCAR déclara qu'il était mal à l'aise par rapport avec la façon dont Tia s'était présentée. 
Norfleet répondra à ces accusations déclarant qu'il ne s'agissait que d'une campagne biaisée et dénigrante. Son père comparera ces allégations à une chasse aux sorcières. Il postera des photos de quatre licences différentes au nom de Tia réfutant toutes la plupart des accusations. Par contre, Tia confirma avoir un passé criminel et que sa seule participation à une course NASCAR fut effectivement un start and park (départ et arrêt). Elle fit remarquer qu'elle ne s'était jamais déclarée comme une pilote de catégorie nationale.

## Travail de bienfaisance
Norfleet soutient le programme Safe Teen Georgia Driving Academy (en) fournissant des cours de conduite à l'Atlanta Motor Speedway. Elle est, de plus, ambassadrice pour l'association Safe America Driving.